# Kenji Tohira
Kenji Tohira (都平 健二, Tohira Kenji), né le 15 février 1941 dans la préfecture d'Ibaraki (île d’Honshū) et mort le 25 avril 2024, est un pilote automobile japonais,,,.

## Résultats

### Résultats aux 24 Heures de Spa
| Année | Équipe     | Équipiers                         | Voiture             | Classe   | Tours | Classement général | Classement catégorie |
| ----- | ---------- | --------------------------------- | ------------------- | -------- | ----- | ------------------ | -------------------- |
| 1990  | Team Zexel | Takayuki Kinoshita Dirk Schoysman | Nissan Skyline GT-R | N/class5 | 409   | 13e                | 3e                   |

### Résultats en championnat japonais de voitures de tourisme
| Année | Équipe | Voiture              | Classe | 1        | 2      | 3      | 4      | 5      | 6        | DC | Points |
| ----- | ------ | -------------------- | ------ | -------- | ------ | ------ | ------ | ------ | -------- | -- | ------ |
| 1989  | Nismo  | Nissan Skyline GTS-R | JTC-1  | NIS Abd. | SEN 4e | TSU 8e | SUG 5e | SUZ 3e | FUJ Abd. | ?  | ?      |

### Résultats en JGTC
| Année | Équipe            | Voiture             | Classe | 1       | 2       | 3       | 4        | 5        | 6      | Classement | Points inscrits |
| ----- | ----------------- | ------------------- | ------ | ------- | ------- | ------- | -------- | -------- | ------ | ---------- | --------------- |
| 1995  | Team Zexel        | Nissan Skyline GT-R | GT1    | SUZ 9e  | FUJ 25e | SEN 11e | FUJ Abd. | SUG Abd. | MIN 5e | 16e        | 10              |
| 1996  | Limit Motorsports | Nissan Skyline GT-R | GT500  | SUZ 11e | FUJ 10e | SEN 11e | FUJ 6e   | SUG 9e   | MIN    | 16e        | 9               |